# Cantón de Aix-en-Provence-Centro
El cantón de Aix-en-Provence-Centro era una división administrativa francesa, que estaba situada en el departamento de Bocas del Ródano y la región de Provenza-Alpes-Costa Azul.

## Composición
El cantón estaba formado por una fracción de la comuna que le daba su nombre:
- Aix-en-Provence (fracción)

## Supresión del cantón de Aix-en-Provence-Centro
En aplicación del Decreto nº 2014-271 de 27 de febrero de 2014, el cantón de Aix-en-Provence-Centro fue suprimido el 29 de marzo de 2015 y la fracción de la comuna que le daba su nombre se unió con las demás para que, por medio de una reestructuración cantonal, fueran creados los nuevos cantones de Aix-en-Provence-1 y Aix-en-Provence-2.